# Chapoli (Kalsai), Supa
Chapoli (Kalsai) là một làng thuộc tehsil Supa, huyện Uttara Kannada, bang Karnataka, Ấn Độ.